# Обелиск шахтёрам–красногвардейцам (Константиновск)
Обелиск шахтерам–красногвардейцам — памятник-обелиск в городе Константиновске Ростовской области, установленный в память об уничтожении в Константиновске в 1918 году белыми войсками пленных красногвардейцев.

## История
В годы гражданской войны, 29 апреля 1918 года в донской станице Константиновской белогвардейцы подвергли пыткам и уничтожению около 860 пленных красногвардейцев, шахтеров, рабочих — железнодорожников из населенных пунктов: Александровска - Грушевского (ныне город Шахты), Сулина (ныне Красный Сулин) и Алексадровского (ныне город Запорожье). Пленных, среди которых были женщины и дети, брали в ближайших населенных пунктах, собрали в одну партию и загнали в хлебный амбар купца Пустовойтова. Белогвардейцы превратили хлебный амбар в каземат смерти. От духоты, жажды и голода люди стали умирать. Оставшихся людей белые рубили шашками и расстреливали из пулемета.
Это было наиболее кровавое место в Гражданскую войну в городе Константиновске. Одна из немногих выживших пленных, боец бронепоезда М. В. Червонная вспоминала: «Окровавленные, полуживые пленные лежали и сидели друг на друге. От недостатка воздуха и тесноты 40 человек задохнулись. Периодически белоказаки открывали двери амбара, вытаскивали пленных и тут же рубили их, кололи штыками».
Позднее на месте трагической гибели сотен людей была установлена мраморная мемориальная доска с надписью: «В этом здании (бывших хлебных амбарах) в 1918 году белогвардейские палачи подвергли нечеловеческим пыткам и зверски казнили красных партизан – шахтеров, их жен и детей. Вечная память и вечная слава борцам за победу Великого Октября».
Возле амбара смерти купца Пустовойтова  в 1967 году трудящиеся города Шахты совместно жителями города Константиновска  воздвигли обелиск «Памяти шахтерам» в память о погибших. На памятнике была сделана надпись: «Вечно живы в памяти шахтинца зверски замученные белогвардейцами в 1918 году. То, что отцы не достроили, мы достроим, то, что отцы не допели, мы допоем.»
Советская власть в станице Константиновской была установлена 9 января 1920 года. В честь этого события бывшая Донская улица города Константиновска получила название — улица 9 января (не путать с датой разгона шествия петербургских рабочих к Зимнему дворцу 9 января 1905 года, получившего название Кровавого воскресенья ). У обелиска, воздвигнутого шахтинскими горняками и константиновцами в память о погибших, весной возлагают цветы жители города Константиновска.